# 다우 이벤트 센터
다우 이벤트 센터(Dow Event Center)은 미국 미시간주 새기노에 위치한 실내 경기장이다. 과거 IHL 새기노 기어즈의 홈경기장으로 사용했다.